# José María Cámara
José María Cámara (Madrid; 17 de octubre de 1947-Ibidem; 18 de agosto de 2021) fue un ejecutivo discográfico.

## Biografía
En 1970 comenzó su carrera como productor discográfico, primero en CBS Records (1970-1982) donde llegó director general; y posteriormente en BMG Ariola S.A. y Sony Music España, donde además de ocupar diversos cargos, intervino en las fusiones de ambas compañías. Fue presidente en España de Sony Music, Sony BMG, Ariola y RCA.
Fue el descubridor del grupo musical Mecano. Además de trabajar con artistas como: Luis Eduardo Aute, Ana Belén, Antonio Flores, Rosario Flores, Manolo García, Julio Iglesias, Isabel Pantoja, Niña Pastori, María Dolores Pradera, Radio Futura, Joaquín Sabina, Joan Manuel Serrat, Camilo Sesto, Pasión Vega o Víctor Manuel; y grupos como: Estopa, La Oreja de Van Gogh, Pereza, Radio Futura, entre otros. También estuvo detrás de éxitos como la canción Macarena, de Los del Río, o el Aserejé, de Las Ketchup.
En los últimos años, pese a que Cámara se había retirado del mundo de la industria musical, continuó ejerciendo como productor teatral de musicales como Billy Elliot, West Side Story, Cabaret, o Más de 100 mentiras. Primero trabajó en Drive, donde fue el prescursor de Enamorados Anónimos, el musical de copla, Don Pepito el musical, Avenue Q y Sonrisas y lágrimas y después en SOM Produce, siglas tomadas del musical Sonrisas y lágrimas (Sound of Music). En esta empresa trabajó con Gonzalo Pérez, Pilar Gutiérrez, con sus hijos y con Juan José Rivero. Posteriormente, a raíz de la puesta en escena de Billy Elliot, creó SOM Academy, una escuela de teatro musical donde estudiar, interpretación, canto y danza.
Falleció en la ciudad que le vio nacer, en la madrugada del 18 de agosto de 2021, a los 73 años, víctima de un cáncer contra el que luchaba desde hacía unos meses.

### Vida personal
Cámara estaba casado, y tenía dos hijos y cinco nietos. Era aficionado al hockey.